# Libourne
Libourne – miejscowość i gmina we Francji, w regionie Nowa Akwitania, w departamencie Żyronda.
Według danych na rok 1990 gminę zamieszkiwały 21 012 osoby, a gęstość zaludnienia wynosiła 1019 osób/km² (wśród 2290 gmin Akwitanii Libourne plasuje się na 21. miejscu pod względem liczby ludności, natomiast pod względem powierzchni na miejscu 509.).

## Współpraca[1]
- Schwandorf, Niemcy
- Keynsham, Wielka Brytania
- Logroño, Hiszpania
- Pu'er, Chińska Republika Ludowa

## Związani z Libourne
- Nicolas Grimal – znany egiptolog.